# Marcel Hussaud
Marcel Hussaud (* 18. Mai 1894 in Paris; † 23. September 1960 in Asnières-sur-Seine) war ein französischer Wasserballspieler.

## Karriere
Hussaud nahm an den Olympischen Spielen 1920 in Antwerpen teil. Hier erreichte er mit der französischen Nationalmannschaft den neunten Rang.